# Loi sur la prévention des activités illégales
La Loi sur la prévention des activités illégales (Unlawful Activities (Prevention) Act) est une loi indienne promulguée afin d'appliquer effectivement les dispositions du XVIe amendement à la Constitution (1963), qui permettait de limiter les libertés fondamentales dans l'intérêt de la souveraineté et afin de protéger l'intégrité territoriale de l'Inde. 
Votée par les deux chambres du Parlement, elle fut signée par le président Zakir Hussain le 30 décembre 1967. Amendée à plusieurs reprises, cette loi prévoit un certain nombre de mesures dérogatoires au Code de procédure pénale et est utilisée en matière de répression du terrorisme. Elle prévoit, entre autres, la peine capitale.

## Dispositions et amendements
Cette loi, qui permet des dissolutions rapides d'associations jugées illégales, a été amendée à cinq reprises, avec les lois suivantes :
- Unlawful Activities (Prevention) Amendment Act, 1969 ;
- Criminal Law (Amendment) Act, 1972 ;
- Delegated Legislation Provisions (Amendment) Act, 1986 ;
- Unlawful Activities (Prevention) Amendment Act, 2004 ,
- Unlawful Activities (Prevention) Amendment Act, 2008

En 2004, la loi anti-terroriste POTA (Prevention of Terrorist Activities Act (en)) fut abrogée, mais la plupart de ses dispositions furent reprises et intégrées dans la loi sur la prévention des activités illégales, pérennisant ainsi celles-ci. La loi distingue entre « activités illégales » et « terroristes », les mêmes actes pouvant tomber sous l'une ou l'autre des incriminations selon la qualification pénale retenue par le juge. 
Certaines dispositions, relatives notamment à la durée de la détention préventive, à l'utilisation des aveux faits à la police en tant que preuve, ou à l'impossibilité d'obtenir une libération sous caution avant une période d'un an, n'ont toutefois pas été reprises, la nouvelle loi s'alignant pour ceci sur les dispositions ordinaires du Code de procédure pénale. 
Par ailleurs, la loi modifiée maintient la peine capitale en cas d'homicide. Elle considère comme valide les preuves issues d'écoutes téléphoniques, qui peuvent être menées sous des conditions dérogatoires à celles prévues par la loi indienne sur le télégraphe (en). Enfin, elle prévoit la compétence extraterritoriale du système judiciaire indien, la loi modifiée valant pour les actes « terroristes » commis contre la population indienne ou étrangère et contre le gouvernement indien ou un gouvernement étranger.
Les dispositions de cette loi furent encore durcies après les attentats de novembre 2008 à Bombay.

## Personnes inculpées sous cette loi
Le militant des droits de l'homme Binayak Sen a notamment été arrêté, en 2007, sous cette loi, une vingtaine de Prix Nobels exigeant par lettre au gouvernement sa libération; il fut libéré sous caution en 2009. Le maoïste Kobad Ghandy (en), membre du Parti communiste d'Inde (dissout) a également été inculpé en vertu de cette loi.